# Włodzimierz Piątkowski
Włodzimierz Piątkowski (ur. 27 września 1947) – radziecki, a następnie polski bokser, mistrz Polski.
Wychował się w Związku Radzieckim. Tam zaczął uprawiać boks. W 1973 został srebrnym medalistą mistrzostw ZSRR w wadze koguciej (do 54 kg), po porażce w finale z Dawidem Torosjanem.
Od 1974 przebywał w Polsce. Był mistrzem Polski w wadze koguciej w 1976 (wygrał w finale z Leszkiem Borkowskim) oraz wicemistrzem w wadze piórkowej (do 57 kg) w 1977 (w finale pokonał go Roman Gotfryd). Zdobył drużynowe mistrzostwo Polski z Gwardią Warszawa w 1976, 1978 i 1979.
W 1975 i 1976 dwukrotnie wystąpił w meczach reprezentacji Polski, raz wygrywając i raz przegrywając.
Zajął 3. miejsce w wadze piórkowej w Spartakiadzie Gwardyjskiej w 1978 w Łodzi. Zwyciężył w wadze piórkowej w turniejach „Czarne Diamenty” w 1975 i „Gryf Szczeciński” w 1976 i 1977.